# Deus ex machina

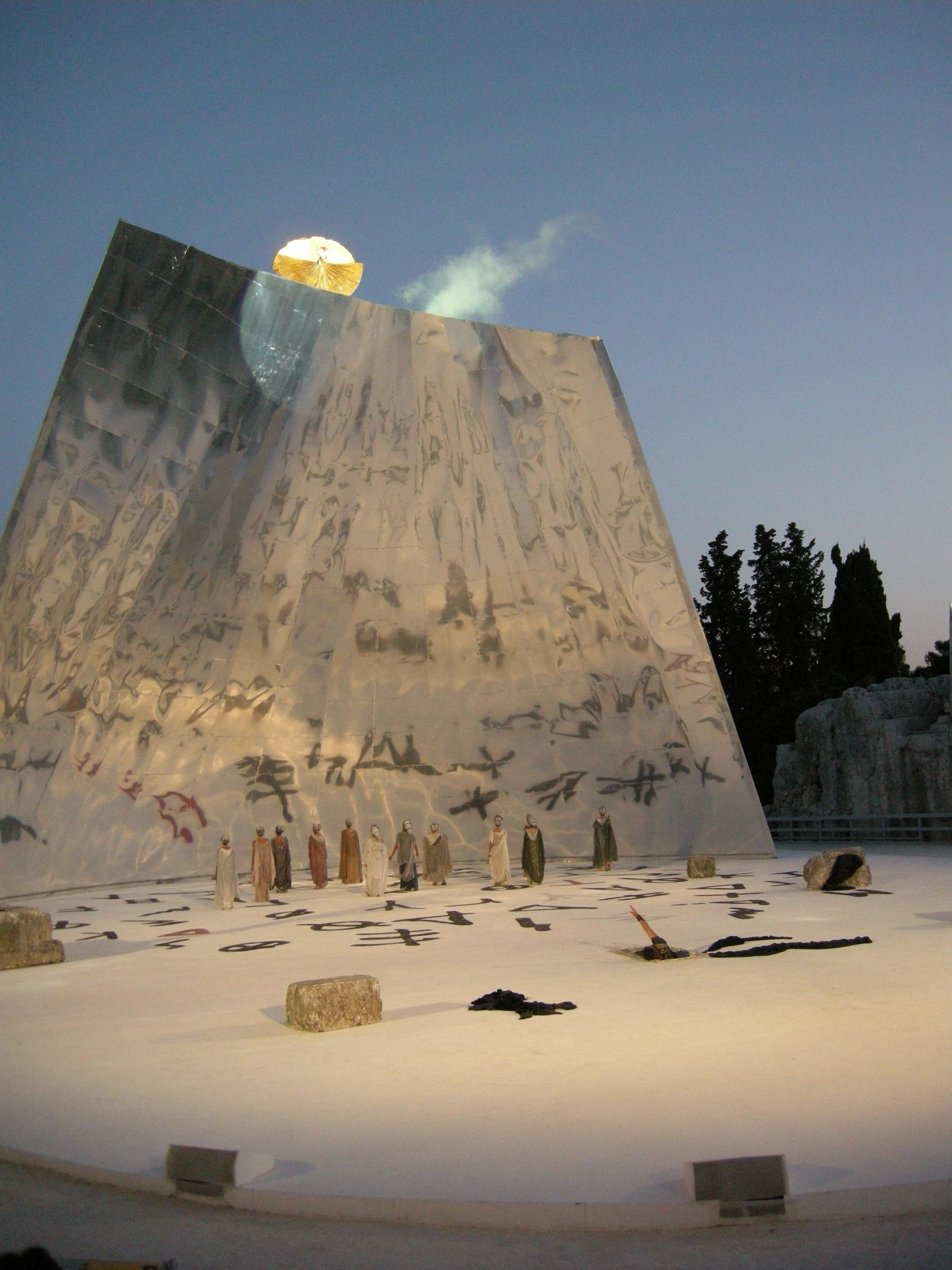
Deus ex machina in einer Inszenierung der Medea des Euripides (Syrakus, 2009)

Der Deus ex machina [ˈdeːʊs ɛks ˈmakʰina] (lat. Gott aus einer/der [Theater-]Maschine; der Duden gibt heute Deus ex Machina als Schreibweise an) ist eine Lehnübersetzung aus dem Griechischen ἀπὸ μηχανῆς Θεός (apò mēchanḗs theós) und bezeichnet ursprünglich das Auftauchen einer Gottheit mit Hilfe einer Bühnenmaschinerie. Heute gilt der Ausdruck auch als eine sprichwörtlich-dramaturgische Bezeichnung für jede durch plötzliche, unmotiviert eintretende Ereignisse, Personen oder außenstehende Mächte bewirkte Lösung eines Konflikts.

## Ursprung

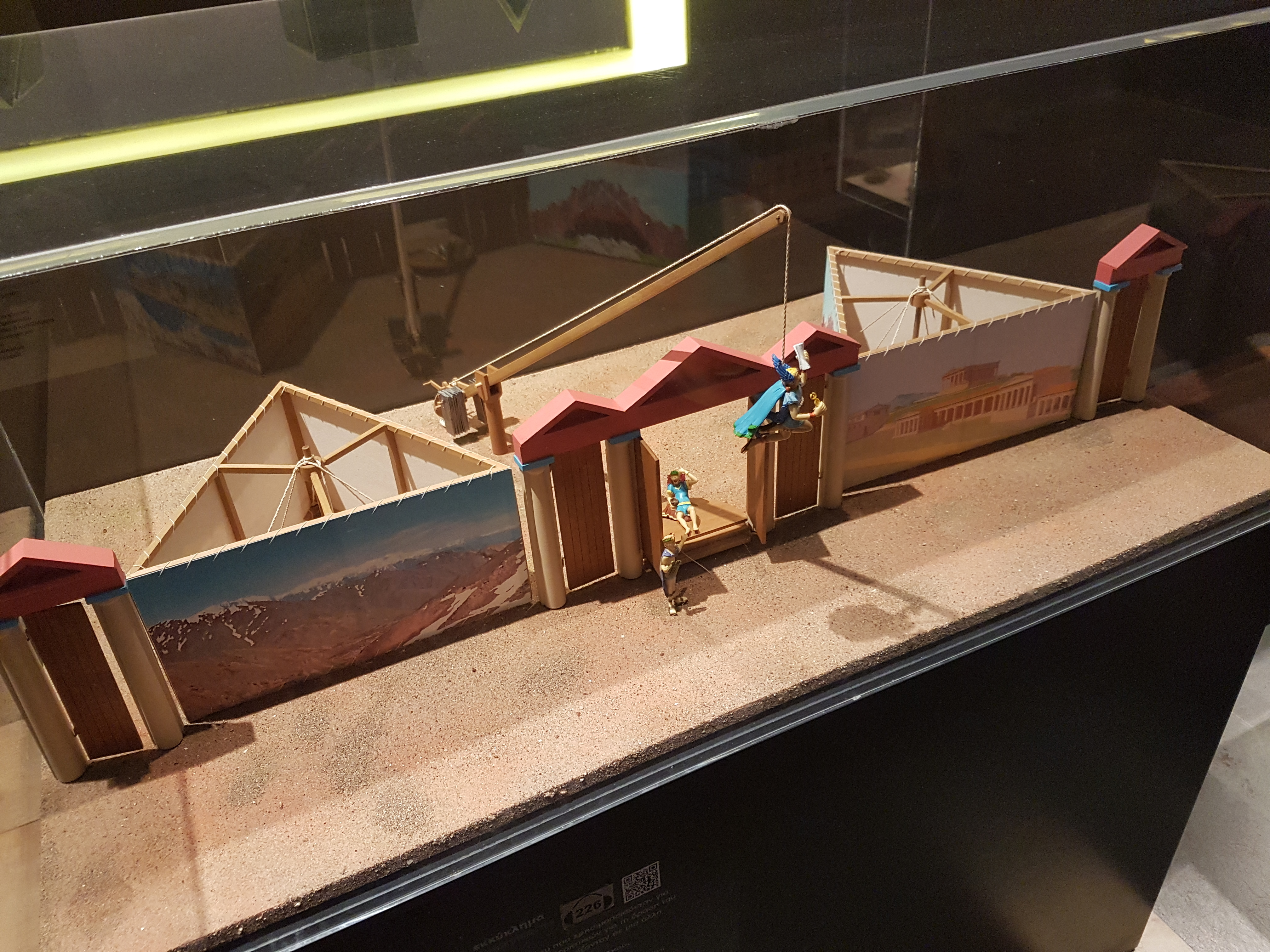
Modell der Theatermaschine (5. Jh. v. Chr.) im Technischen Museum Thessaloniki

In der antiken Tragödie gab es tragische Konflikte, die sich nicht immer kraft menschlicher Handlungen lösen ließen. Ihre Behebung oder Entscheidung erfolgte „von oben“ durch das überraschende Eingreifen einer Gottheit, die dem Geschehen die Schlusswende gab.
Der Deus ex machina schwebte in einer kranähnlichen Hebemaschine, der sogenannten Theatermaschine, über der Bühne oder landete auf dem Dach des Bühnenhauses. Damit wollte man die Macht der Götter in der antiken Vorstellung darstellen, und in der Tat waren ihre Eingriffe in das Bühnengeschehen oft überraschend.
Als Beispiele eines Deus ex machina treten Athene in den Eumeniden des Aischylos und in der Iphigenie in Aulis des Euripides auf sowie Herakles in Philoktetes des Sophokles. Auch in modernen Dramen können Götter auftauchen, dann allerdings in ironischer Verwendung (vgl. Bertolt Brecht: Der gute Mensch von Sezuan; hier sind die Götter allerdings auch bereits für den Ausgangspunkt des Stücks verantwortlich). Weiter können menschliche Bühnenfiguren die Aufgabe des Deus ex machina übernehmen, eine restlos verfahrene Situation aufzulösen (vgl. der „reitende Bote des Königs“ in Brechts Dreigroschenoper, ein Element des Epischen Theaters). Ebenso der Staatspräsident in Friedrich Dürrenmatts Stück Frank der Fünfte; ähnlich, aber mit Wendung zum Schlechteren, seine Anstaltsleiterin in Die Physiker. Im Theaterstück Mein Freund Harvey erscheint in den letzten fünf Minuten als neue Figur ein Taxifahrer auf der Bühne, der der festgefahrenen Handlung eine Wendung zum Guten gibt.
Filmische Beispiele sind Shakespeare in Love, wo der durch nichts motivierte Auftritt der Königin Elisabeth am Ende die scheinbar unlösbar miteinander verwobenen Fäden der Intrige entwirrt, oder Jurassic Park, wo die Protagonisten von einem in letzter Sekunde auftauchenden Tyrannosaurus vor den Velociraptoren gerettet werden. In mehreren Western übernimmt ein plötzlicher, mehr oder weniger unvermittelter Kavallerieangriff die Funktion. In der Fernsehserie Dallas wurde nach einem Absinken der Einschaltquote kurzerhand die verstorbene Figur Bobby Ewing wieder zum Leben erweckt, wobei die komplette vorige Staffel zum Albtraum seiner Ehefrau erklärt wurde.

## Einsatz
Zum Einsetzen des Stilmittels empfahl Horaz: „nec deus intersit, nisi dignus vindice nodus / inciderit“ („und  kein Gott sei im Spiel, außer es hat sich eine Verstrickung ergeben, die einen Befreier verlangt“). Ein Beispiel dafür ist der Auftritt der Göttin Athene, die zum Happy End der aischyleischen Orestie-Trilogie in Athen den Areopag als Gerichtshof einsetzt, weil sonst die einander antwortenden Blutrachepflichten kein Ende nehmen dürften. Die sehr bald mehrstöckige Gestaltung des Skenebaus erlaubte sogar für den ex machina eingeschwebten Gott ein erhöhtes Podest, das Theologeion (etwa: Gottessprechort), wie dies z. B. in Tragödien des Euripides vorausgesetzt ist.
Im griechischen und römischen Theater erscheint der Deus ex machina überraschend dem erstaunten Publikum. Im Mittelalter treten Hexen und Dämonen mit Schwefel und Rauch aus sich öffnenden Erdspalten, und besonders charismatischen Menschen erscheinen Maria, die Mutter Jesu oder Heilige. Das (Film-)Theater der Neuzeit verwendet den Deus ex machina beispielsweise in Gestalt des bekannten Westernklischees, dass die Kavallerie am Ende des Films erscheint und die Protagonisten rettet. Weiter kann ein Deus ex machina auch eingesetzt werden, um durch die Unwahrscheinlichkeit bzw. Unplausibilität einen komischen Effekt hervorzurufen wie beispielsweise in einigen Sketchen und Filmen der britischen Komikergruppe Monty Python.

## Heutiger Gebrauch des Begriffs
Heute bezeichnet Deus ex machina meist eine unerwartet auftretende Person oder Begebenheit, die in einer Notsituation hilft oder die Lösung bringt. In Unterhaltungsmedien ist der Deus ex machina oft auch ein Hilfsmittel von Autoren, um die Geschichte mit einfachen, unerklärten Mitteln in die gewünschte Richtung zu bewegen. Deshalb wird der Ausdruck meist abwertend als Kritik an der Schreibfähigkeit der Autoren verwendet und es bezeichnet die Unfähigkeit, eine Handlung mit kontinuierlich logischen Zusammenhängen zu schaffen. Beispiele findet man vor allem in Soaps, die über Jahre hinweg in konstanten zeitlichen Abständen neue Handlungsmotive und Konflikte mit entsprechenden Auflösungen benötigen.